# Radio El Observador 107.9
Radio El Observador FM 107.9  es una estación de radio argentina que transmite desde Buenos Aires.

## Historia
LRI710 inició sus transmisiones el 7 de noviembre de 1994 bajo el nombre de FM Panda y como la primera radio infantil argentina.   
El 6 de agosto de 2003, Daniel Grinbank, fundador de Rock & Pop, Metro 95.1 y Aspen 102.3, entre otras radios, alquiló la frecuencia y la emisora fue renombrada como FM Kabul el 1 de abril de 2004, hasta que el 26 de junio de 2009, la radio cerró.
El 1 de marzo de 2010, la radio pasó a ser operada bajo el nombre de ESPN Radio bajo la Gestión de The Walt Disney Company y PEGSA. que emitió por última vez el día 1 de octubre de 2018 a las 00 horas junto con el último envío de SportsCenter. La radio fue discontinuada debido a la finalización del contrato de alquiler por parte de ESPN con el dueño de la licencia.
Desde el 26 de diciembre de 2019, LRI710, comenzó a emitir la señal de Radio Berlín, la emisora nativa en streaming web que pertenece a la Productora "La Cornisa" y que dirige el periodista Luis Majul quien firmó un convenio con Radio Panda S.R.L. para operar en dicha frecuencia durante 5 años.
4 años después de su Incursión en la Antena, Radio Berlín volvió a ser una Emisora Digital ya que Luis Majul junto a Gerardo Werthein y Gabriel Hochbaum pusieron en marcha El Observador 107.9, una nueva FM donde conviven la Música y las Noticias. El Nombre viene de parte de sus Socios ya que ellos gestionan el reconocido Diario uruguayo.

## Programación
Luis Majul, Esteban Trebucq, Yanina Latorre, Marina Calabro, Agustina Giron, Luis Gasulla, Federico Wiemeyer y Camila Dolabjian encabezan la grilla de la emisora que se completa con las voces de Sebastián Gabe, Noelia Ricci, Jimena Moyano, Vanina Parejas, Florencia Schiavello, Sara Werthein y Guadalupe Ugalde.